# Speed for Thespians
Speed for Thespians ist ein amerikanischer Kurzfilm. Der Film basiert auf dem Theaterstück Der Bär von Anton Tschechow.

## Handlung
Ein Bus fährt durch New York City. Drei Menschen führen das Theaterstück Der Bär in ihm auf. Aufgrund der Wortwahl kassiert einer der Schauspieler eine Ohrfeige, und sie werden zunächst gar aus dem Bus geworfen, woraufhin sie die Fahrt im nächsten Bus fortsetzen. Der Film zeigt die unterschiedlichen Reaktionen der anderen Passagiere, die sich zum Beispiel zunächst von den Revolvern bedroht fühlen, aber letztlich in Applaus ausbrechen. Abschließend sieht man zwei ältere Damen, die vor dem Einstieg den Busfahrer fragen, ob dies der Bus sei, wo das alte Broadway-Stück aufgeführt würde.

## Auszeichnungen
Der Kurzfilm wurde bei der Oscarverleihung 2002 für einen Oscar in der Kategorie Bester Kurzfilm nominiert.